# Ivy Cottage
Ivy Cottage é uma casa localizada no Palácio de Kensington, em Londres, Inglaterra.

É uma propriedade da coroa britânica, e que originalmente abrigava empregados. A princesa Eugénie e seu marido, Jack Brooksbank, residiram na casa de abril de 2018 a novembro de 2020. Em maio de 2022, foi anunciado que voltariam a fixar residência na propriedade e dividiriam o seu tempo entre Londres e Portugal.